# Wriothesley Russell, 3. Duke of Bedford
Wriothesley Russell, 3. Duke of Bedford (* 25. Mai 1708; † 23. Oktober 1732 in La Coruña) war ein britischer Adliger und Politiker.

## Leben
Er war der dritte Sohn des Wriothesley Russell, 2. Duke of Bedford, aus dessen Ehe mit Elizabeth Howland, Erbtochter des John Howland, Gutsherr von Streatham in Surrey. Da seine beiden älteren Brüder bereits vor seiner Geburt jung gestorben waren, führte er seit Geburt als Heir apparent eines Vaters den Höflichkeitstitel Marquess of Tavistock.
Er war noch ein Kleinkind, als er beim Tod seines Vaters 1711 dessen Adelstitel als 3. Duke of Bedford, 3. Marquess of Tavistock, 7. Earl of Bedford, 8. Baron Russell, 5. Baron Russell of Thornhaugh und 3. Baron Howland erbte. Nachdem er 1729 volljährig wurde, konnte er den mit den Titeln verbundenen Sitz im House of Lords einnehmen. 1725 heiratete er Lady Anne Egerton († 1762), Tochter des Scroop Egerton, 1. Duke of Bridgewater, aus dessen erster Ehe mit Lady Elizabeth Churchill, Tochter des John Churchill, 1. Duke of Marlborough. Russell gehörte der Whigpartei an, stand jedoch in Opposition zum Premierminister Robert Walpole und bemühte sich deshalb über die Großmutter seiner Gattin Sarah Churchill, Duchess of Marlborough, die eine Favouritin von Königin Anne gewesen war, Einfluss auf den König gewinnen.
Aus gesundheitlichen Gründen unternahm er 1732 eine Reise nach Spanien, wo er im Alter von nur 24 Jahren starb. Da seine Ehe kinderlos blieb, erbte sein jüngerer Bruder Lord John Russell seine Adelstitel als 4. Duke of Bedford. Seine Witwe heiratete 1733 in zweiter Ehe William Villiers, 3. Earl of Jersey.